# エマ・キャロル
エマ・ヴィロニア・ランマン・キャロル（Emma Vironia Lanman Carroll、1895年5月18日 - 2007年7月10日）は、2006年10月29日から死去するまでアメリカ合衆国のアイオワ州で最も長寿だった人物。2004年に熱気球に乗った際には109歳と70日で最も年をとった熱気球に乗った人物のギネス記録を打ち立てた。
2007年7月10日、112歳53日で死去。夫のクレールも100歳まで生きており、彼女の死去時、夫婦の年齢を合わせた212歳の記録は歴代2位の記録であった。

## 参考リンク
- Emma Carroll - 1895-????
- Salt Shakers: Emma Carroll